# Apostenus
Apostenus is een geslacht van spinnen uit de familie bodemzakspinnen (Liocranidae).

## Soorten
De volgende soorten zijn bij het geslacht ingedeeld:
- Apostenus algericus Bosmans, 1999
- Apostenus annulipedes Wunderlich, 1987
- Apostenus annulipes Caporiacco, 1935
- Apostenus californicus Ubick & Vetter, 2005
- Apostenus fuscus Westring, 1851
- Apostenus gomerensis Wunderlich, 1992
- Apostenus grancanariensis Wunderlich, 1992
- Apostenus humilis Simon, 1932
- Apostenus maroccanus Bosmans, 1999
- Apostenus ochraceus Hadjissarantos, 1940
- Apostenus palmensis Wunderlich, 1992